# 新川紗世
新川 紗世（あらかわ さよ、1985年〈昭和60年〉8月23日 - ）は、静岡県出身の起業家。公立中学校英語科教諭を経て、現在はRe-Career株式会社の代表取締役。

## 人物・経歴
1985年静岡県生まれ。大学卒業後、私立高校での1年間の講師を経て、静岡県公立中学校英語科教諭として11年間勤務。11年目の2019年9月、心身共に体調を崩す。半年間の病気休暇を取得し、2020年3月で辞職。2020年4月、新型コロナウィルス蔓延の影響で、計画していたカナダへの長期留学を断念。オンラインでのコーチング事業を始める。3年半の個人事業を経て、2024年1月、教員の強みと新しいキャリアの選択肢の可能性を見つけることを目的とした、Re-Career（リキャリア）株式会社を創設。代表取締役に就任する。

### 学生時代
静岡県の公立高校普通科を卒業後、某外国語大学に進学。教育学部のある大学ではなかったものの、教育に興味があったため、教職課程を履修し、卒業時には中学校教諭一種・高等学校教諭一種免許状（外国語）を取得。奨学金を借りて大学に通い、親の仕送りなしで大学時代４年間を過ごす。大学の短期留学プログラムの費用を稼ぐために、勉学に励みながらも、アルバイトを掛け持ち。学生のうちに、いろいろな経験を積もうと、家庭教師、漫画喫茶、ケーキ屋、居酒屋などを経験。日中は大学で勉強、夕方から大学のサークル活動をし、夜の時間に短時間で効率よく稼げる方法がないかと考えて始めたのが、スナックでのアルバイトである。後に、スナックでのアルバイト経験が社会に出て生かされることが多く、勉強時間を確保し、留学費用を稼ぐ以上のメリットがあったという。

### 教員時代
大学４年生のときの教員採用試験は不合格。地元静岡に帰り、私立高等学校の非常勤講師として、１年間高校２年生に英語を教える。その年の教員採用試験に合格し、翌年（2009年）より静岡県公立中学校英語教諭として、中学校に勤務する。
新規採用１年目に中学２年生を担任。多感な時期の中学生への指導に悩みながらも、１年間を乗り切る。当時の学年主任の「１年でも早く卒業生を送り出す経験をすると、教員を続けてよかったなって思うよ」という言葉に背中を押され、翌年は、新規採用２年目にしては珍しい中学３年生の担任となる。
２校目在勤中の教員５年目に、部活動の指導で土日が潰れることを苦痛に感じ、通信大学で小学校教諭二種免許状を取得。多忙な中でも、朝４時に起きて学習しレポートを書き、約８ヶ月で必要な単位を全て取得したという。しかし、元々英語が好きだったこともあり、他教科を教えることに情熱を感じられず、そのまま中学校勤務を選択。
30代に突入した３校目では、担任に加え、教科主任、特別活動主任、生徒会担当、さらには県の教科研修会の代表など多忙な毎日を過ごす。そんな中でも海外に興味があり、夏休み中に自費で短期留学をしたり、朝４時に起きて英語学習を毎日続ける。校長に海外研修を懇願し続けた結果、小中学生の海外留学の引率、海外教育視察に選ばれ、カナダ、ニュージーランドの教育に触れた。
11年目に学校に行けなくなる経験をする。学校に行けば、元気にパワフルに子どもたちの前に立って振る舞っていたが、通勤の車の中では涙が出てくることが多く、メンタルクリニックに通うことになったという。半年間の病気休暇中に、コーチングと出会う。そこで、長期留学のためにカナダにいくことを決めた。心身を整えながらも、留学の準備をし、カナダ・ビクトリアにある大学に合格する。
元々自営業で苦労をしてきた新川の両親は、公務員であった娘（新川）に安心していたため、新川の父親は退職に猛反対。しかし新川はその意見をきかず、自分の意思で2020年3月に退職。

### 個人事業主時代
2020年3月に退職し、カナダの大学にも合格、航空券も予約してあとは渡航するだけの状態だったのにも関わらず、新型コロナウィルス蔓延の影響で、カナダへの長期留学が延期、オンライン授業を受けることとなる。時差のこともあり、日本時間真夜中AM１時から授業開始（カナダ時間AM9時）。真夜中２時３時に英語でプレゼンテーションをしたり、テストを受けたりの昼夜逆転の生活をしていた。
留学中も日本円で稼ぎたいと思い、オンライン事業の準備も同時に行った。オンライン留学中から、オンライン英会話事業、コーチング事業を始める。オンライン留学とはいえ、課題やプレゼンがあり、オンライン事業は、細々と続けていた。2020年の先の見えないコロナ状況下で、最終的には、留学を断念。大学入学を辞退し、日本に残ることに決めると同時に、事業を本格的にやっていくこととなった。
しかし、元々はビジネスの反対側にいた公務員という立場。事業をやっていきたいという思いはあったものの、「お金を受け取る」ことに抵抗があり、オンライン英会話やコーチング事業でも、「◯◯円です」と直接いうことができず、メールで伝えることによって逃げていたという。そのメールの送信ボタンすら押せずに何十分も要していたそうだ。
自分でコーチング事業をやりたいと思いながらも、お金の不安から多くの業務委託を請け負う。企業のサポート業、オンライン家庭教師、Webライター、セールス業などで生計をたてていた。オンライン業務だけで教員と同等の収入が得られるようになったものの、朝から晩までパソコンの前で時間を使い、気づいたら夜で、寝て、朝起きてまたパソコンの前で頼まれた仕事をする日々。「これがしたくて、教員を辞めたんだっけ？」と冷静に考えてみると、答えはNOであった。
そこから、コーチの力を借りたり、自己投資をして学習の場にいったりと、多くの人とつながってサポートしてもらいながら、自分の価値がわかるようになり、本当にやりたかったことに気づく。
コーチングを多くの教員に届けようと、すべての業務委託をやめ、個人事業一本に集中する。その後、顔出しをせず、集客はインスタグラムだけであったが、どんどんお客様とつながるようになり、働き方に悩む教員の１対１のコーチングプログラムで、月収100万円以上が半年以上続く状態となり、その後講座ビジネスへと展開。教員から新しいキャリアを築きたい先生たちが全国から集まり、起業サポートを行う。

### Re-Career株式会社創設
「先生たちには、本当にすごい力がある！強みがある！」この思いがあるからこそ、相談にくる多くの働き方を悩む教員の話を聞いていると、「こんなにいい先生たちが、なんでこんなに辛い思いをしているんだろう」と課題に感じた。教員を続けるにしても辞めるにしても、「すでにある強みに気づき、自信をもって新しいキャリアの選択肢をもってほしい」という思いのもと、2024年1月にRe-Career株式会社を設立、代表取締役に就任。現在は、スタッフ全員が元教員の組織の代表として、多くの教育関係者に自分を知るプログラムを展開している。

### 教育団体Growing-Ups for Children
個人事業時代の2021年12月、事業とは別に、教育団体Growing-Ups for Childrenを、仲間と共に立ち上げ、代表理事に就任する。「 大人が幸せになることによって子どもたちのよりよい教育につなげたい」「 教育関係者が安心して語り合い、自己成長できる場をつくりたい」という願いの元、設立。
教員や保護者など、子どものそばにいる大人に対し、教育について学ぶ場や自己のあり方を考える場を提供することを通して、子どもを取り巻く教育的環境を改善し、全ての子どもたちが安心して学び、育つ社会の発展に寄与することをミッションとして活動している。
2022年12月、ペーパーマガジン版 「Swimmy」 第1号発行、2023年8月、ペーパーマガジン版 「Swimmy」 第2号が発行され、全国各地に配布された。

### 教育国際賞Education 2.0-Outstanding Leadership Award受賞
2023年6月19日から21日までアラブ首長国連邦ドバイ・フェスティバル・シティのインターコンチネンタルで開催されたEducation 2.0カンファレンスの春季版において、教育分野における卓越した功績が認められ「優秀リーダーシップ賞」を受賞した。

## 受賞歴
・Education 2.0-Outstanding Leadership Award （教育に関する国際賞）

## 著書
・Rashisa出版（編）『「運命」は小さな一歩で変えられる』2024 
　共同著者の1人として執筆
・『やめたいかもと一度でも思ったら読む教員の転職思考法』2024
　初の単独出版